# 8-е марта (Нарынский район)
8-е марта (кирг. Сегизинчи Март) — село в Нарынском районе Нарынской области Кыргызстана. Входит в состав Ак-Кудукского аильного округа.

## География
Расположено на правом берегу реки Нарын в 63 км к северо-западу от районного центра г. Нарына и в 186 км от железнодорожной станции Балыкчы.
Находится в зоне ожидаемых землетрясений II-категории опасности с возможной балльностью 5-7 единиц.

## Население
Население в 2009 году составляло 2145 человек.
Возникло в 1930 году путём объединения сёл Ала-Кулун, Кара-Суу, Ак-Бешим, Кара-Булак, Аянты, Уч-Булак. 
Население, в основном, занимается животноводством.
В селе имеется гимназия, детский сад, дом культуры, библиотека, больница, фабрика товаров народного потребления, спортивный комплекс.